# Voïvodie de Volhynie (1921-1939)
Pour les articles homonymes, voir Volhynie (homonymie).
1921–1939
La voïvodie de Volhynie est une entité administrative de la Deuxième République de Pologne. Créée en 1921, elle cessa d'exister à la fin de 1939 après la défaite polonaise. Sa capitale était la ville de Łuck. Elle fait aujourd'hui partie de l'Ukraine.